# Autoestrada A32
Die Autoestrada A32 ist eine Autobahn in Portugal. Die Autobahn beginnt in Carvalhos bei Porto und endet in Oliveira de Azeméis. Sie wurde im Oktober 2011 eröffnet und ist überwiegend mit drei Fahrstreifen je Fahrbahn ausgebaut.

## Städte an der Autobahn
- Oliveira de Azeméis